# Provinz Bingo

Provinz Bingo (heute: östlicher Teil der Präfektur Hiroshima)

Bingo (jap. 備後国, Bingo no kuni) war eine der historischen Provinzen Japans auf West-Honshū und der Seto-Inlandsee zugewandt. Heute ist es der östliche Teil der Präfektur Hiroshima. Bingo grenzte an die Provinzen Bitchū, Hōki, Izumo, Iwami und Aki.

## Geschichte
Die Provinz entstand in der zweiten Hälfte des 7. Jahrhunderts durch die Aufspaltung der alten Provinz Kibi (吉備国) in die Provinzen Bizen („Vorder-Kibi“), Bitchū („Mittel-Kibi“) und Bingo („Hinter-Kibi“). Diese wurden kollektiv auch als Bishū (備州, „Kibi-Provinz(en)“) bezeichnet. Die Schriftzeichen von Bingo wurden in der Frühzeit auch als Kibi no michi no shiri gelesen. 
Die alte Provinzhauptstadt (kokufu) vermutet man in der Umgebung der heutigen Stadt Fuchū (was ebenfalls eine Bezeichnung für die Hauptstadt ist) bei Hiroshima. Während der Sengoku-Zeit war Bingo Teil der Domänen des Mōri-Klans. Nach der Schlacht von Sekigahara vergab Tokugawa Ieyasu die Provinz an einen seiner Alliierten. 

## Umfang
Die Provinz Bingo umfasste folgende Landkreise (kōri, später -gun):
- Ashida (芦田郡)
- Eso (恵蘇郡)
- Fukatsu (深津郡)
- Honji (品治郡)
- Jinseki (神石郡)
- Kōnu (甲奴郡)
- Mikami (三上郡)
- Mitani (三谿郡)
- Mitsugi (御調郡)
- Miyoshi (三次郡)
- Nuka (奴可郡)
- Numakuma (沼隈郡)
- Sera (世羅郡)
- Yasuna (安那郡)
- Yoshikatana (吉刀郡)